# Pete Wentz
Peter Lewis Kingston Wentz III (5. lipnja 1979.) poznatiji kao Pete Wentz,  američki je glazbenik najviše poznat kao basist i glavni tekstopisac za američki rock sastav Fall Out Boy, kojeg je osnovao zajedno s prijateljem Joe Trohmanom početkom 2001. Sastav je tijekom prve 2 godine postojanja izdao nekoliko manjih albuma, a prvi studijski album Take This to Your Grave izdali su 2003. godine, nakon čega je formirana trenutna postava koju čine Wentz, Patrick Stump, Joe Trohman i Andy Hurley. Nakon što je sastav objavio stanku krajem 2009. godine, svi članovi su se okrenuli svojim projektima ili su se pak pridružili projektima drugih izvođača. Wentz je formirao electropop grupu Black Cards. Osim glazbe, Wentz se upustio i u druge projekte kao što su pisanje, snimanje i moda, a tijekom 2005. godine osnovao je tvrtku Cladenstine Industries. Također je i vlasnik izdavačke kuće Decaydance Records, za koju su potpisali sastavi poput Gym Class Heroes i Panic! at the disco. Osim toga vodi i tvrtku filmske produkcije pod nazivom Bartskull Films. Wentz je veliki filantrop, trenutno surađuje s udrugama Invisible Children i UNICEF, a također sudjeluje u UNICEF-ovom Tap Projektu koji se bavi prikupljanjem sredstava koji će pomoći donijeti čistu pitku vodu za ljude širom svijeta.

## Rani život
Pete Wentz, punog imena Peter Lewis Kingston Wentz III je rođen u Wilmetteu. Sin je Dale, savjetnice za upis u srednje škole i Pete Wentza II, odvjetnika. Njegovi roditelji su se upoznali tijekom kampanje za potpredsjednika Joe Bidena u sedamdesetima. U intervjuu za Rolling Stone magazin, Wentz je izjavio da su njegovi prvi kontakti s glazbom slušanje pjesme The Foundationsa „Build Me Up Buttercup“ u autu njegova oca. Pohađao je srednju školu New Trier u kojoj je nastupao za nogometni tim. Razmišljao je o tome da započne profesionalnu karijeru kao sportaš, ali je na kraju ipak odlučio postati glazbenik izjavivši da mu je glazba zanimljivija. Tijekom prve godine srednje škole počeo je izbjegavati nastavu redovito, nakon čega je školski pedagog uvjerio njegove roditelje da ga pošalju u popravni dom. Kako bi potrošio vrijeme u popravnom domu i izbacio frustracije, Wentz je počeo pisati pjesme. Nakon što se vratio iz doma, počeo je uzimati lekcije sviranja klavira i prilagodio se normalnome načinu života. Maturirao je 1997. nakon čega je počeo pohađati sveučilište DePaul gdje je studirao politologiju, ali je od toga također ubrzo odustao kako bi se posvetio glazbenoj karijeri.

## Vanjske poveznice
- Pete Wentz's Official website
- Official Fall Out Boy website